# Фецијали
Фецијали су били римски свештеници који су имали задатак у култу везаном за односе Рима и других народа. И пре доношења Огулнијевог закона из 300. године п. н. е., фецијали су могли бити изабрани и из редова плебејаца. На захтев државе, фецијали су се бринули за склапање уговора и за формално објављивање рата. Колегиј је имао 20 доживотно бираних чланова. Главну реч имао је pater patratus. Они воде рачуна о церемонији не само код уговора и објаве рата већ и код кршења заклетве и прклетства. Код објављивања рата изричу по одређеној формули захтев, стојећи на граници непријатеља, да врати оно што је узео и затим га понављају првом грађанину кога сретну и најзад на тргу. Ако непријатељ одбије захтев, кроз 30 дана се и формално објављује рат бацањем копља на противничку територију. 